# Говорунов, Николай Михайлович
Николай Михайлович Говорунов (1921—1945) — участник Великой Отечественной войны, старший лётчик 995-го штурмового авиационного полка (306-й штурмовой авиационной дивизии, 10-го штурмового авиакорпуса, 17-й воздушной армии, 3-го Украинского фронта), лейтенант. Герой Советского Союза.

## Биография
Родился в 1921 году в с. Царевка, ныне Новоайдарского района Луганской области Украины, в семье крестьянина. Русский.
В Красной Армии с 1940 года. Окончил Ворошиловградскую военную авиационную школу пилотов. На фронтах Великой Отечественной войны с ноября 1943 года. Член ВКП(б)/КПСС с 1944 года.
Старший лётчик 995-го штурмового авиационного полка лейтенант Николай Говорунов к февралю 1945 года совершил 99 боевых вылетов, из них 51 — в сложных метеоусловиях. Уничтожил 11 танков, 21 автомашину, паровоз, 4 БТР, 7 железнодорожных вагонов, 2 склада с боеприпасами и много гитлеровцев. Участвовал в 13 воздушных боях, сбил вражеский самолёт «ФВ-190».
После войны продолжил службу в ВВС СССР. 25 августа 1945 года погиб в авиационной катастрофе.
Похоронен в Центральном парке г. Брашов (Румыния).

## Награды
- Звание Героя Советского Союза присвоено 29 июня 1945 года.
- Награждён орденом Ленина, двумя орденами Красного Знамени, орденами Отечественной войны 1 степени и Красной Звезды, а также медалями.